# Unruhe
«Unruhe» (с немецкого — «беспокойство») — 4-й эпизод 4-го сезона сериала «Секретные материалы», главные герои которого — агенты ФБР Фокс Малдер (Дэвид Духовны) и Дана Скалли (Джиллиан Андерсон), расследующие сложно поддающиеся научному объяснению преступления, называемые «Секретными материалами».
В данном эпизоде Малдер и Скалли расследуют похищение женщины из фотомагазина, обнаруживая, что на фотографиях для паспорта, за которыми приходила жертва, изображена сюрреалистическая картина её похищения. Малдер выдвигает теорию, что похититель обладает способностью к «мыслеграфии» — фиксации на плёнке представляемых в уме образов. Эпизод принадлежит к типу «монстр недели» и не связан с основной «мифологией сериала», заданной в пилотной серии.
Премьера эпизода состоялась 27 октября 1996 года на телеканале FOX. В США серия получила рейтинг Нильсена, равный 11,7 балла с 18-процентной долей, который означает, что в день выхода серию посмотрели 19,1 миллиона человек. От критиков эпизод получил смешанные отзывы, тогда как актёрская работа Пруитта Тейлора Винса, сыгравшего антагониста эпизода, заслужила похвальные оценки.

## Сюжет
В дождливый день в Траверс Сити, штат Мичиган, молодая женщина Мэри Лефант фотографируется на паспорт в местной аптеке, оставив своего любовника ждать в машине. Осознав, что она забыла кошелёк, Лефант отправляется к машине, где с ужасом видит, что её любовник убит. Проходящий мимо человек в дождевом плаще лишает Лефант сознания, вколов ей сильнодействующее снотворное, и похищает женщину. Старый аптекарь, устав ждать Лефант, смотрит на её полароидные снимки, которые он сам только что сделал, но вместо улыбающейся женщины видит там её на мутном фоне кричащей от страха.
Малдер и Скалли начинают расследование. Малдер рассказывает напарнице о «мыслеграфиях» — фотографиях, которые в 1930-х годах делал фокусник Тод Сериос, силой мысли проявляя на бумаге нужное изображение. Во время обыска в квартире Лефант Малдер находит «Полароид» и, прижав руку к объективу, делает снимок, на котором опять проявляется кричащая в страхе Лефант, как на фото из аптеки. Малдер приходит к выводу, что похититель выслеживал свою жертву и своими мыслями повлиял на фотоплёнку.
Лефант, бредущую по обочине шоссе, обнаруживает патрульный полицейский. В больнице выясняется, что кто-то неправильно сделал ей лоботомию. В это время жертвой похищения становится другая женщина, Элис Брэндт. Похититель привязывает её зубоврачебному креслу и, держа в руках ледоруб, говорит по-немецки. Малдер возвращается в Вашингтон, где в лаборатории цифрового анализа изучает фото с кричащей Лефант. На фото он находит лицо пожилого мужчины и тень похитителя, у которого необычно длинные ноги.
Скалли едет в строительную компанию проверить возможную зацепку, так как компания вела работы рядом с обоими местами преступлений. На стройке — обед, и рабочих нет, но Скалли встречает прораба, Джерри Шнауца, который передвигается на рабочих ходулях. В это время Малдер звонит Скалли и сообщает ей о необычно длинных ногах похитителя. Скалли выхватывает пистолет, Шнауц пытается бежать, но Скалли его догоняет и арестовывает.
На допросе агенты выясняют, что отец Шнауца издевался над ним, и Джерри в итоге избил его до полусмерти, за что был отправлен в психбольницу. Шнауц рассказывает, где спрятал тело Брэндт, которую также находят со следами лоботомии. Из разговора со Шнауцем Малдер понимает, что Джерри считает себя спасителем своих жертв от неких «ревунов», которые проявляются на фотографиях в виде зубастых монстров. Оказывается, сестра Шнауца была изнасилована отцом, а затем рассказала Джерри о своём позоре, но Джерри не поверил, что отец мог до такого докатиться, и выдумал, что «ревуны» заставляли её оклеветать отца. Сестра от позора наложила на себя руки, и Шнауц страдал, так как «не успел её спасти, прооперировав». Из-за этого он начал похищать других девушек и оперировать их.
Шнауц сбегает из-под стражи, застрелив полицейского, и грабит аптеку, вынеся «Полароид», фотоплёнку и различные медицинские препараты. После того как агенты приезжают на место преступления, Шнауц, улучив момент, похищает Скалли в то время, как Малдеру попадается фотография кричащей Скалли на фоне монстров. Малдер проводит обыск в зубоврачебном кабинете отца Шнауца и видит, что Джерри забрал оттуда стоматологическое кресло.
Очнувшейся от наркоза Скалли удаётся потянуть время при помощи навыков разговорного немецкого. Шнауц делает собственную фотографию, которая его очень пугает. Расшифровав фотографию с кричащей Скалли, Малдер находит её и Шнауца в автодоме на кладбище, где похоронен отец Шнауца. Шнауц пытается сделать Скалли лоботомию, но Малдер врывается в автодом и убивает преступника выстрелом в грудь. Шнауц падает рядом с ранее сделанной фотографией себя, на которой он изображён застреленным в грудь.

## Создание

### Сценарий

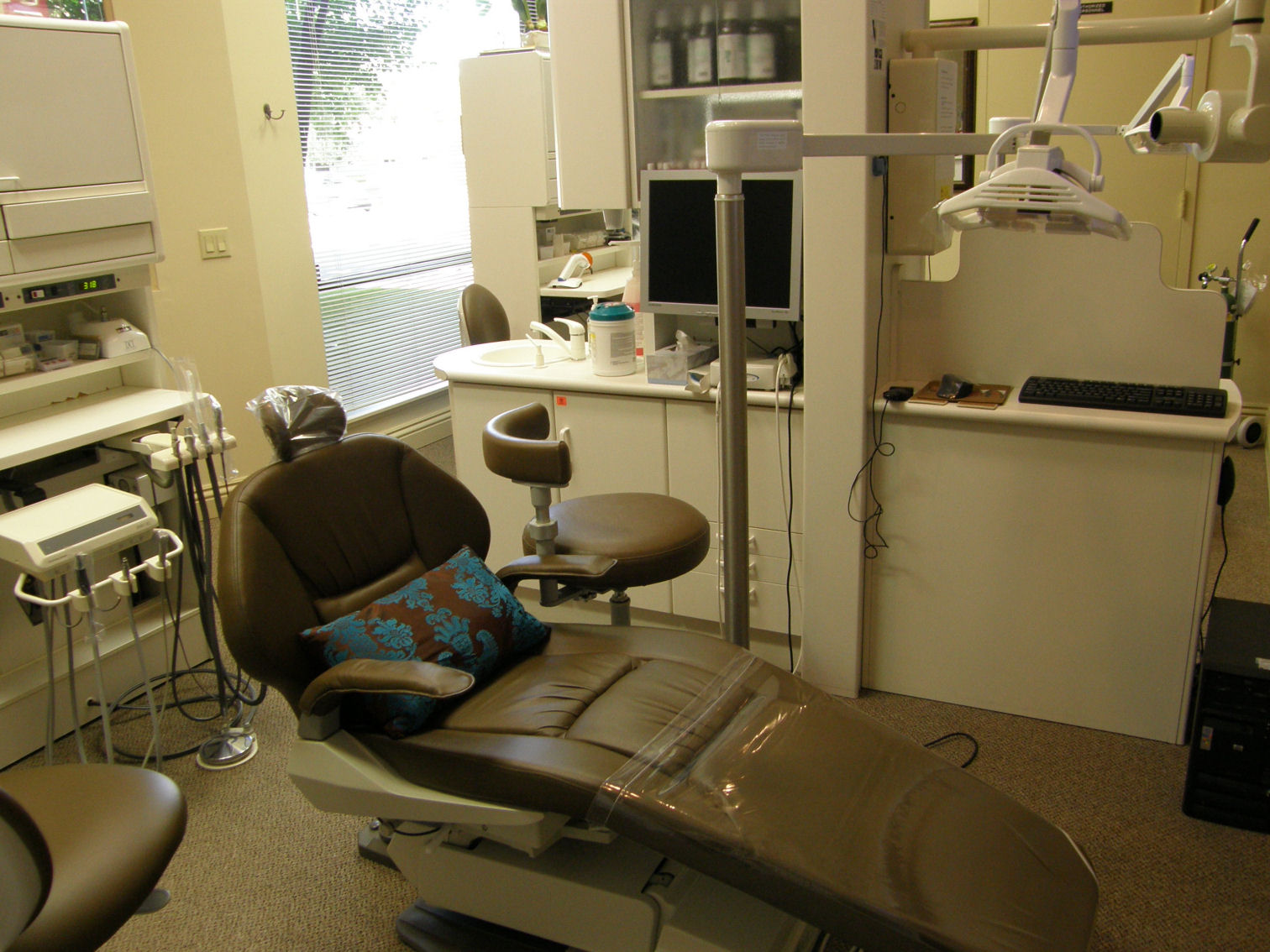
Сценарист Винс Гиллиган включил в эпизод зубоврачебное кресло, посчитав, что большинство людей боятся стоматологов

Автор сценария Винс Гиллиган придумал сюжет на основании прочитанных ещё в детстве книг о серийных убийцах. Одна из книг рассказывала об американском массовом убийце Говарде Унру (фамилия созвучна с названием серии — англ. Unruh), который однажды вечером убил 13 человек, включая трёх детей, за 12 минут. Также в эпизоде упоминаются «мыслеграфии» Теда Сериоса — реально существовавшего фокусника, которому приписывалось умение влиять на изображения на фото. Зубоврачебное кресло было включено в эпизод, так как Гиллиган посчитал, что большинство людей боятся стоматологов.
В роли Шнауца сценарист изначально рассчитывал увидеть именно Тэйлора Винса, которого он ранее видел в фильме «Лестница Иакова». Винсу уже предлагали роль в «Секретных материалах» во время первого сезона, но тогда актёр отказался, посчитав роль слишком маленькой.
Название эпизода «Unruhe» переводится с немецкого как «беспокойство» или «тревога». Когда Скалли говорит со Шнауцем по-немецки, она произносит фразу «Ich habe keine Unruhe», которая буквально переводится «У меня нет беспокойства». В эпизоде также важную роль играет препарат скополамин, способный быстро лишить человека сознания и при помощи которого Шнауц похищает своих жертв.

### Съёмки

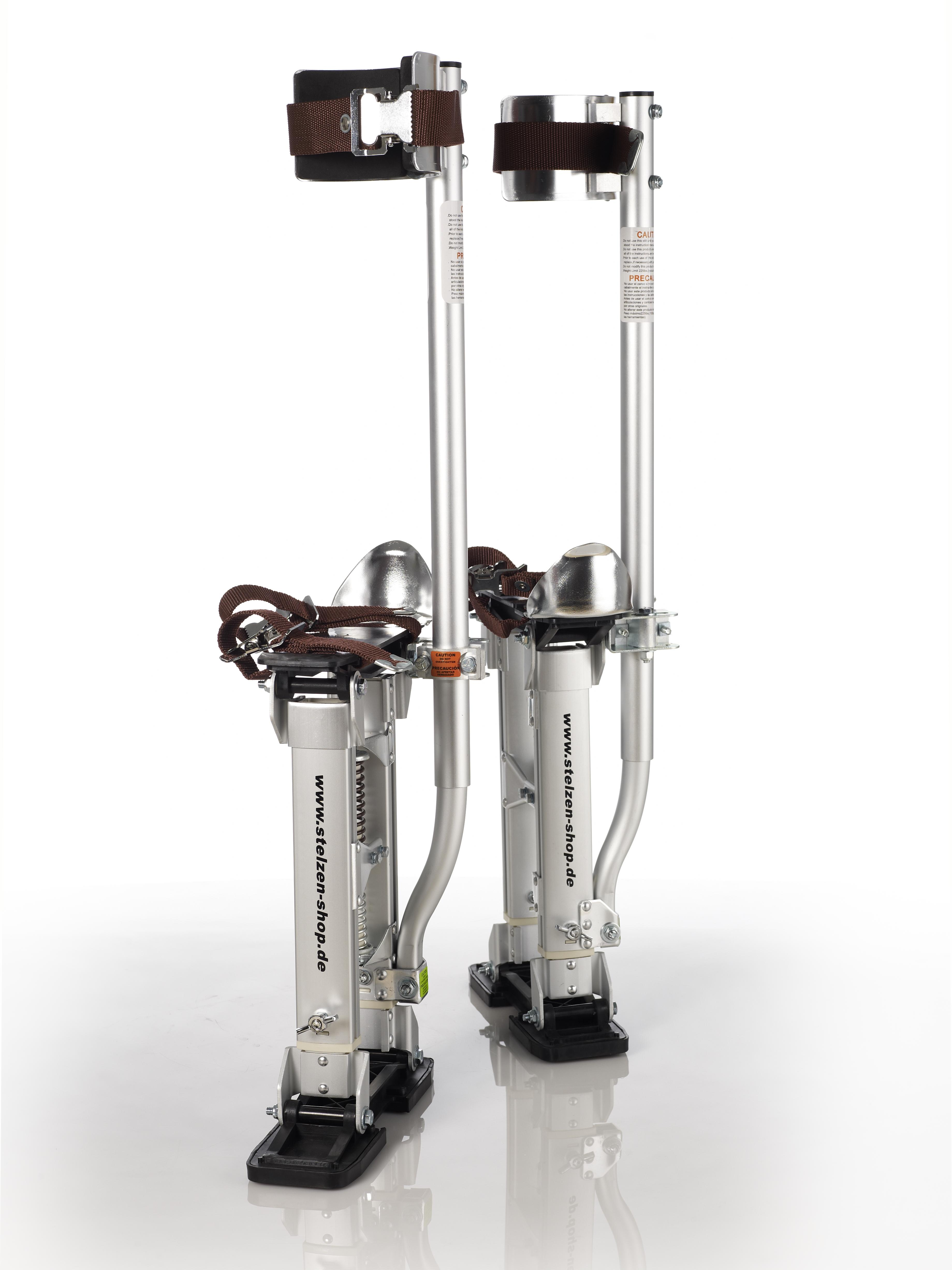
Строительные ходули, наподобие тех, в которых Шнауц ходил по стройке

Перед съёмками сцены в аптеке было необходимо заблокировать несколько кварталов, чтобы привезти всё необходимое оборудование и персонал. Из-за значительных муниципальных ограничений на съёмки подходящий магазин был найден после долгих поисков в Нью-Вестминстере, районе Ванкувера, но из-за сорвавшихся договорённостей создатели были вынуждены выплатить неустойку предпринимателю, ранее согласившемуся закрыть свой магазин на время съёмок. В итоге здание для съёмок сцен в аптеке бесплатно предоставил владелец магазина в Восточном Ванкувере, который сам был большим поклонником шоу.
Поскольку в сценарии присутствуют сцены с дождём, съёмочная группа старалась подгадать погоду таким образом, чтобы не требовалось делать искусственный дождь. В отличие от многих предыдущих эпизодов (например, «И пала тьма» или «Сущности»), когда дождливая погода чуть было не сорвала съёмочный процесс, при съёмках «Unruhe» было солнечно и жарко. В результате потребовалось монтировать установку из двух кранов, один из которых имитировал дождь у главного входа в аптеку, а второй — на стоянке возле чёрного входа. Однако это не решило проблемы солнца, попадающего в кадр, и режиссёру Робу Боумену пришлось экспериментировать с различными ракурсами. Это заняло дополнительное время, и в сроки съёмочная группа не уложилась. Сцену на парковке за аптекой доснимала вспомогательная группа, причем уже на парковке возле киностудии.
Большинство сцен, где есть строительные ходули, было снято с участием каскадёров. В сцене встречи Скалли и Шнауца Винса придерживал страховочный кабель, который позже был стёрт из кадра при помощи компьютера. Инструмент, который Шнауц использовал для лоботомии жертв, был создан с нуля, так как ни одна больница или доктор не согласились одолжить съёмочной группе настоящий медицинский инструмент.
Сцена на кладбище действительно снималась на северном кладбище Ванкувера, точнее, на территории, где хранились различные инструменты и щебень, используемый для ухода за кладбищенскими дорожками. Шесть вертикальных надгробий, появляющиеся в кадре, были сделаны из пенопласта. Ещё несколько таких же надгробий были аккуратно расставлены в произвольном порядке посреди настоящих могил. Это вызвало возмущение некоторых посетителей кладбища, и история получила большой общественный резонанс. Через неделю после выхода осуждающей статьи в местной газете, городской совет принял постановление о запрете съёмок на всех кладбищах в северной части Ванкувера.

## Эфир и отзывы
Премьера «Unruhe» состоялась на канале FOX 27 октября 1996 года. По шкале Нильсена эпизод получил рейтинг 11,7 балла с 18-процентной долей, означающий, что из всех оборудованных телевизором домохозяйств в США 11,7 процента работали на момент премьеры, и 18 процентов из этого числа были настроены на просмотр «Unruhe». Таким образом, премьерный показ смотрело около 19,1 миллиона человек. Данный эпизод стал вторым отснятым эпизодом четвёртого сезона, но транслировался четвёртым, тогда как четвертый отснятый эпизод — «Телико» — вышел в эфир вне очереди. Это было связано с тем, что продюсеры сериала, зная о грядущем с четвёртого эпизода сдвиге трансляций на воскресенье, посчитали «Unruhe» эпизодом, лучше характеризующим сезон, нежели «Телико».
От критиков серия получила смешанные отзывы. Издание Entertainment Weekly присудило эпизоду оценку «C» (2 балла по 4-балльной шкале), посчитав, что «интересная концепция» мысленной фотографии была разрушена «стандартным номером „Скалли-в-беде“». Тодд ван дер Верфф из The A.V. Club был более благосклонным, оценив эпизод на «B+» (3,5 балла по 4-балльной шкале). За «величайшую ценность» он счёл то, что эпизод был страшным, и это удачно вписалось в канву «городской сказки». Однако критик также остался недоволен сюжетным ходом, когда Скалли попала в опасную ситуацию. Писательница Сара Стиголл дала эпизоду четыре балла из пяти, похвалив «гения коротких конфронтационных сцен» Гиллигана за сценарий, а режиссёра Роба Боумена и монтажёра Хэзер Макдугал — за динамичность серии. Как и её коллеги-журналисты, Стиголл критично отозвалась о похищении Скалли, отметив, что это уже неоднократно происходило в сериале, и иронично предположила, что, возможно, здесь имеет место «командная виктимизация» главных героев, так как в предыдущем эпизоде жертвой похищения стал Малдер.
Прюитт Тэйлор Винс, в свою очередь, удостоился исключительно положительной критики за своё перевоплощение в Джерри Шнауца, который, по выражению обозревателя Entertainment Weekly, «дал новое определение „бегающим глазам“». Писательница Барбара Барнетт в книге «Chasing Zebras» (рус. Гоняясь за зебрами») сказала, что актёр запомнился в роли «убийцы-психопата». Джон Кеннет Мюир в книге «Horror Films of the 1990s» (рус. Фильмы ужасов 1990-х) написал, что Тэйлор Винс сыграл одного из наиболее «запоминающихся и пугающих серийных убийц». В другой своей книге, «Terror Television American Series 1970—1999» (рус. Ужасающие телевизионные американские сериалы 1970-1999), Мюир написал про эпизод, что серия «провоцирует ночные кошмары, потому что подвергает прекрасного человека ужасной ситуации, которая стирает какие-либо следы индивидуальности у этого персонажа». Сайт «Television Without Pity» поставил «Unruhe» на шестое место в списке эпизодов сериала, вызывающих наибольшие кошмары, отметив, что «нет ничего страшнее, чем серийный убийца, который убивает, думая, что тем самым помогает своим жертвам».